# Гимн Науру
Гимн Науру — композиция «Nauru Bwiema» («Науру, родина наша»).
Автор слов — Маргарет Хендри, автор музыки — Лоуренс-Генри Хикс. Гимн утверждён в январе 1968 года, после обретения независимости от подопечной территории ООН Науру, которая в основном управлялась Австралией.

## История
Гимн был написан англо-австралийским композитором и военным капельмейстером Лоуренсом Генри Хиксом, который был руководителем Black Watch Band. На момент принятия у гимна не было официальных слов, но позже были приняты слова науруанского композитора Маргарет Гриффит Хендри (1935—1990). Впервые исполнен 31 января 1968 года.